# Подкорники
Подко́рники (лат. Aradidae) — семейство полужесткокрылых из подотряда клопов.

## Описание
Клопы средних и мелких размеров. Тело сильно уплощённое, имеет чёрную или бурую окраску. Голова между усиками вытянута в более или менее сильный отросток, по направлению наружу от мест прикрепления усиков отходят острые бугорки. Глаза маленькие, глазков нет. Надкрылья большей части за щитком и занимают значительную часть или почти все надкрылья.

## Экология
Клопы — микофаги, и живут на трутовиках, на коре и под корой деревьев, особенно обгорелых или срубленных, и пней реже в ходах короедов или в подстилке под деревьями.

## Палеонтология
В ископаемом состоянии известны из мелового бирманского янтаря.